# Parco d’Orleans

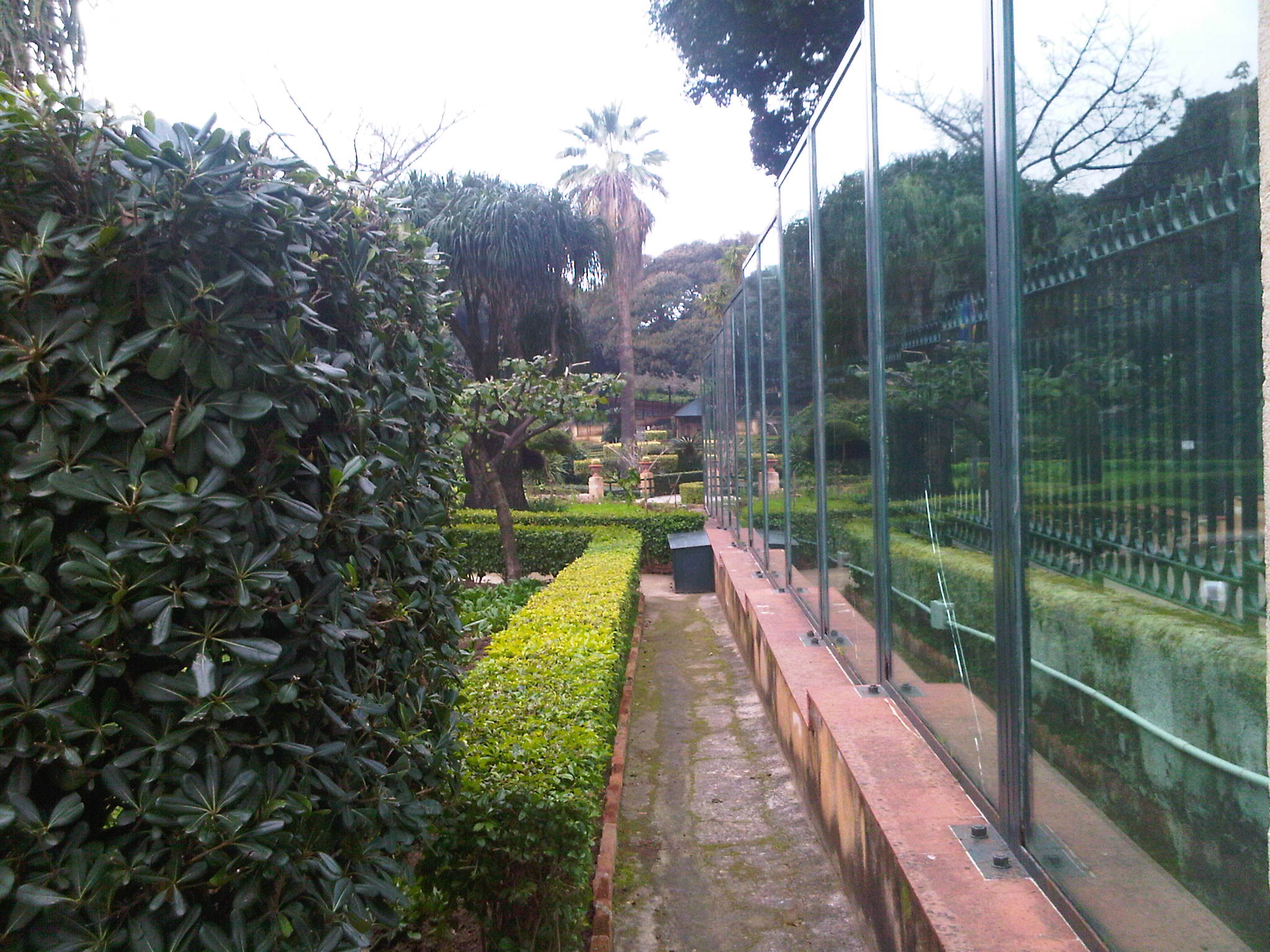
Parco d'orleans

Der Parco d’Orleans ist ein Park in Palermo. Er liegt südwestlich von dem Normannenpalast und beginnt auf der Rückseite des Palazzo d’Orleans, des Sitzes des Präsidenten der autonomen Region Sizilien. 
Der Garten des Palazzo war 1797 als Versuchsgelände für landwirtschaftliche Untersuchungen eingerichtet worden. Ein Teil des Parks wird auch heute noch von der landwirtschaftlichen Fakultät der Universität Palermo zu Versuchszwecken verwendet. Dort stehen auch Gebäude vorwiegend dieser Fakultät. Der Rest des Parks ist für die Öffentlichkeit freigegeben.